# Leopoldo García Ramón
Leopoldo García Ramón (Valencia, 11 de septiembre de 1876-1958) fue un pintor español que fue discípulo de Sorolla.
Residió en Francia varios años y a su vuelta se le apodó "el francesito". Su estancia en Francia influyó en su pintura, incorporando elementos del impresionismo francés a la tradición levantina sorollesca que predomina en toda su obra. Algunas de sus pinturas se conservan en el Museo de Bellas Artes de Valencia, destacando entre ellos un bodegón fechado en 1893 y una interesante escena de interior titulada El baño (París, 1902). En este cuadro encontramos una escena de la vida íntima de las mujeres, pero girando en torno a un punto de interés distinto: los cuidados a un recién nacido. La madre todavía débil del parto, mira con ternura cómo bañan a su hijo. Esta escena alegre tiene lugar en un ambiente burgués, en la casa de una familia acomodada, como indica el papel pintado de la pared, los adornos de la chimenea y el espejo. La bañera y el vestido de la nodriza quedan cortados por el bajo inferior central del lienzo, incorporándonos a la escena.
El autor estaba preocupado por la luz y compone una escena alegre y luminosa, en la cual hace brillar el zinc de la bañera. Este cuadro es un canto a la vida, no solo por el niño que inicia la suya sino también por la alegría y la salud que desborda la nodriza, sólida y robusta. A pesar del aire moderno y laico de este cuadro, el tema y manera de abordarlo, recuerdan uno de los temas favoritos de la pintura occidental desde la Edad Media, el nacimiento de la Virgen María.
La característica principal de la pintura regional valenciana es la instantaneidad, reflejada en un intenso tratamiento del color y una pincelada rápida y continua.
Se preocupó también por las escenas de costumbres, ejecutando algunos retratos, entre los que destaca el autorretrato disfrazado de dios Baco.